# GAZ 24 Volga
De GAZ 24 Volga is een van 1967 tot 1992 gebouwde personenauto van de Sovjet-Russische autofabrikant GAZ. De auto werd ook verkocht als Volga M24.

## Geschiedenis
De GAZ 24 was bijna net zo lang en breed als zijn voorganger, de GAZ M21 Volga, maar wezenlijk lager (-130 mm). Vergroot werden de wielbasis en de spoorbreedte voor. De elegant vormgegeven auto viel in de hogere middenklasse en beschikte, bij een verder gelijkgebleven technisch basisconcept maar met meer motorvermogen, over een reeks uitrustingsdetails die duidelijk afgestemd waren op het gebruik als taxi en dienstauto voor overheidsfunctionarissen. De verwarming en ventilatie waren verbeterd, vormgeving van het dashboard vernieuwd en de auto was voorzien van een neerklapbare middenarmsteun, geraffineerd geconstrueerd remsysteem met blokkeereffect in noodgevallen, remkrachtversterker, volledig gesynchroniseerde vierversnellingsbak met vloerpook en langere onderhoudsintervallen. Gebouwd werden wederom taxi-, combi-, ambulance en bestelwagenvarianten, deels met aardgasaandrijving of andere compressie en daarmee andere vermogensparameters.
Net als zijn voorganger was de GAZ 24 ook in het buitenland gevraagd. In het hele Oostblok vooral voor overheidsfunctionarissen of als taxi, kleinere aantallen werden ook in het Westen verkocht. De bij Scaldia-Volga SA in België geassembleerde versies werden naar wens ook met een Peugeot-dieselmotor (Indenor) aangeboden. Deze 2112 cc dieselmotor leverde 62 DIN-pk bij 4500 toeren per minuut, goed voor een topsnelheid van 125 km/u. De van een dieselmotor voorziene Volga's hadden een zwaardere accu en dynamo. 
Op de Oostenrijkse markt werd de Volga verkocht als Attaché (sedan) of Commander (combi). Voor landen met links rijdend verkeer zoals Indonesië, India of Groot-Brittannië was er een rechts gestuurde versie.
In 1972 bood de Nederlandse importeur Gremi de Volga M24 aan voor 10.995 gulden. Later werden in Nederland alleen de dieseluitvoeringen nog geleverd. De M24 Indenor (sedan) werd in 1976 aangeboden voor 17.200 gulden. In België was de prijs 146.125 Belgische frank voor de M24 (sedan benzine), de M24 Indenor (sedan diesel) kostte 212.375 Bfr en de M24 Break diesel 221.125 Bfr.

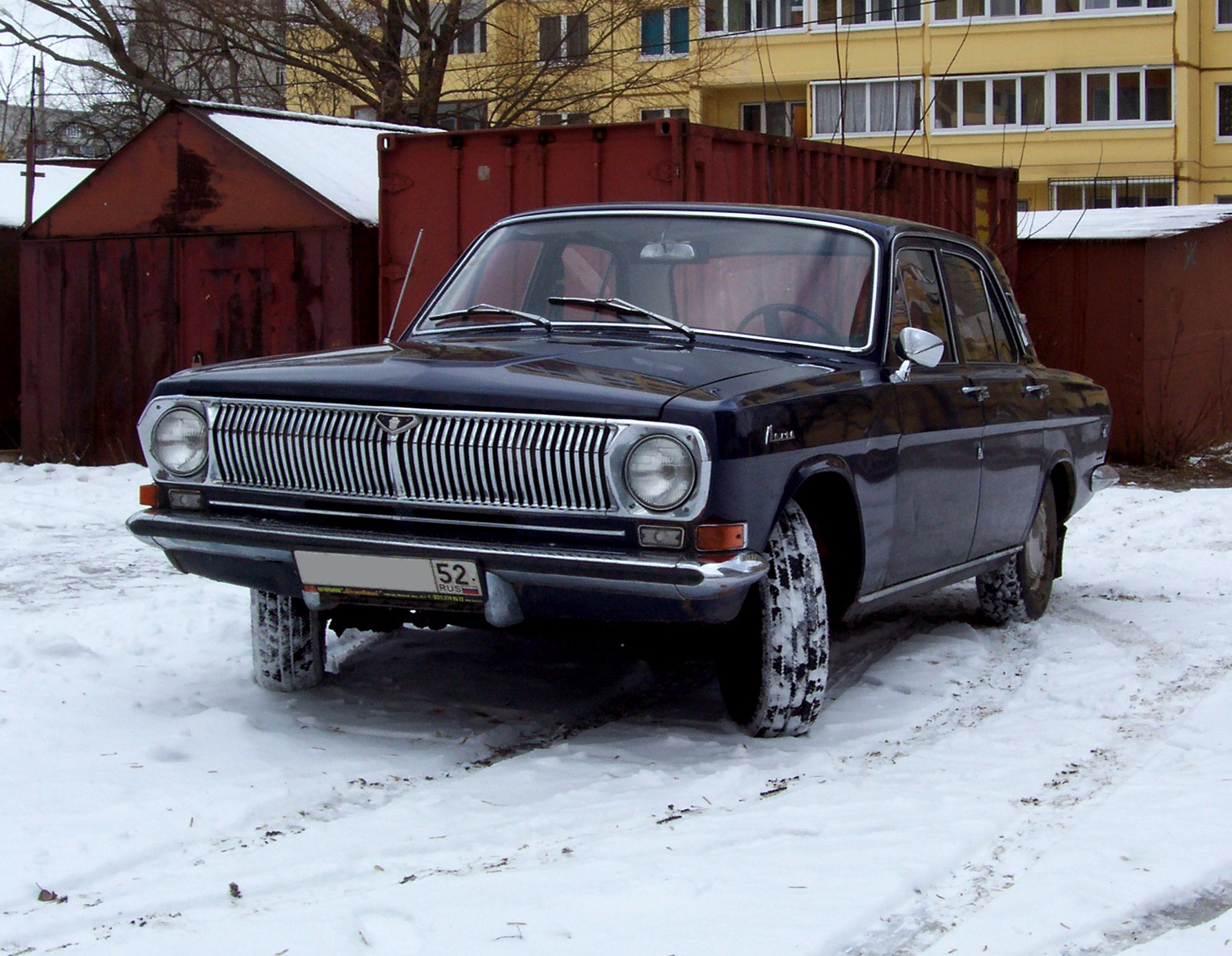
GAZ 24 erste serie
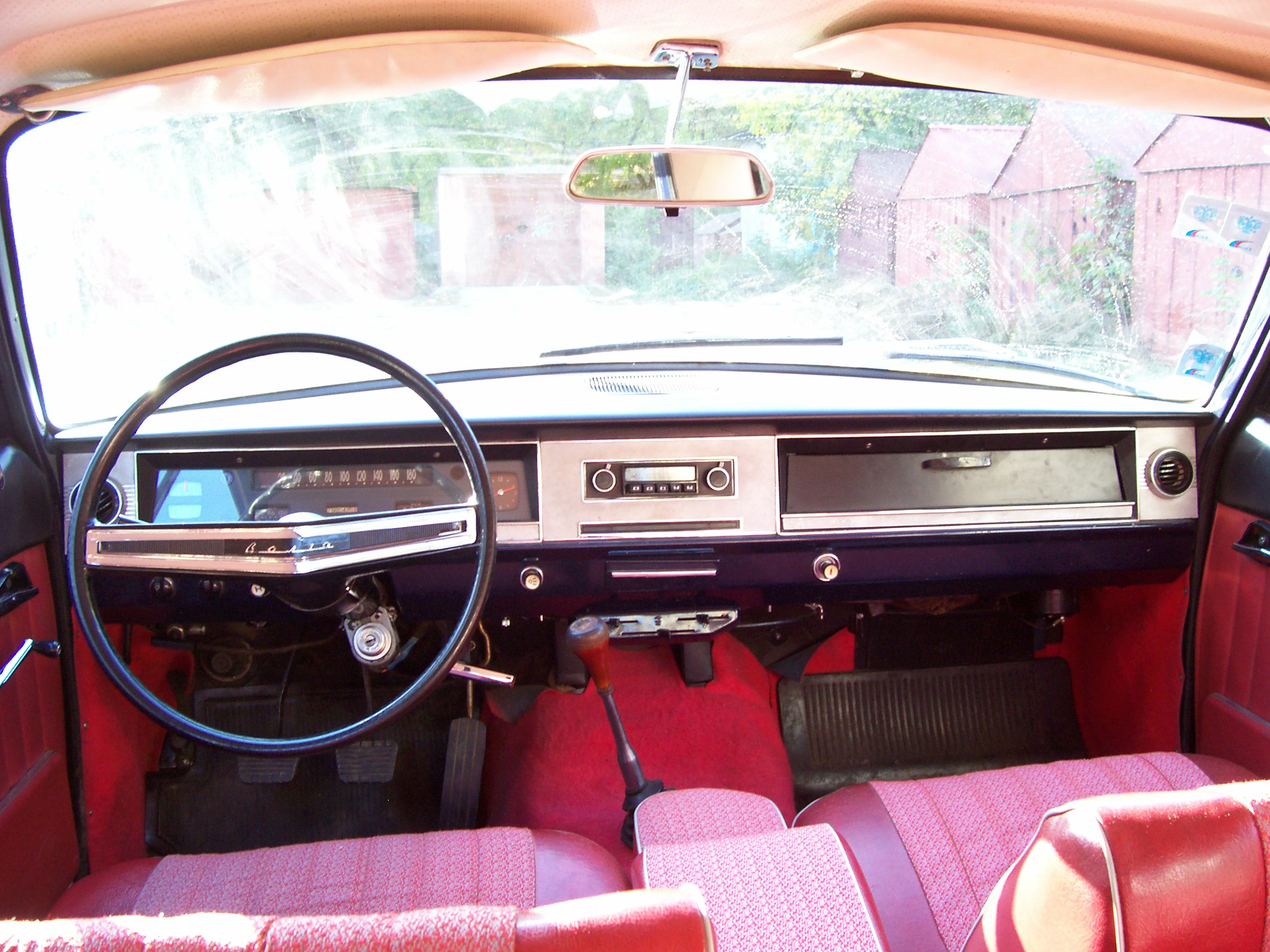
Interieur eerste serie
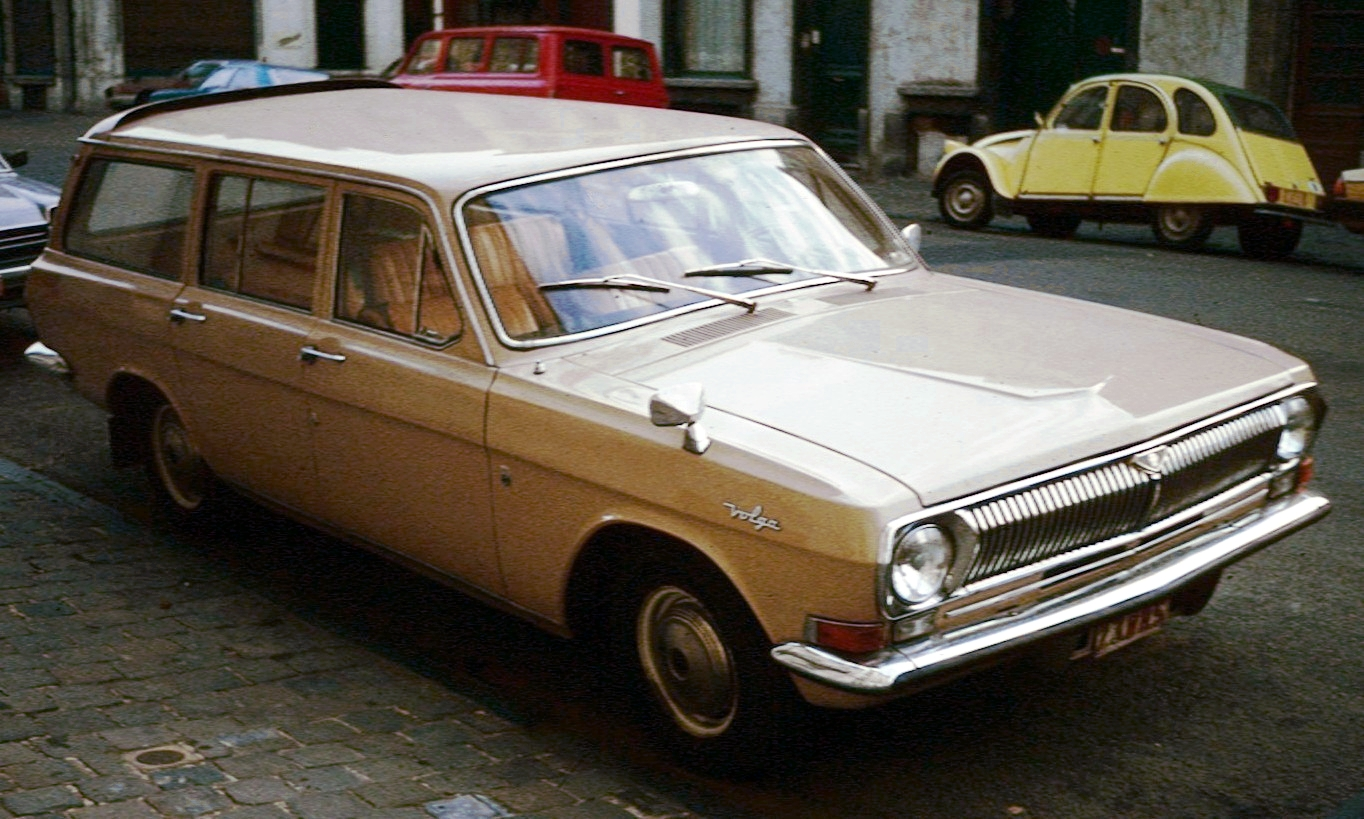
In België geassembleerde GAZ 24-02, herkenbaar aan het Volga-embleem in Latijns schrift op het voorspatbord
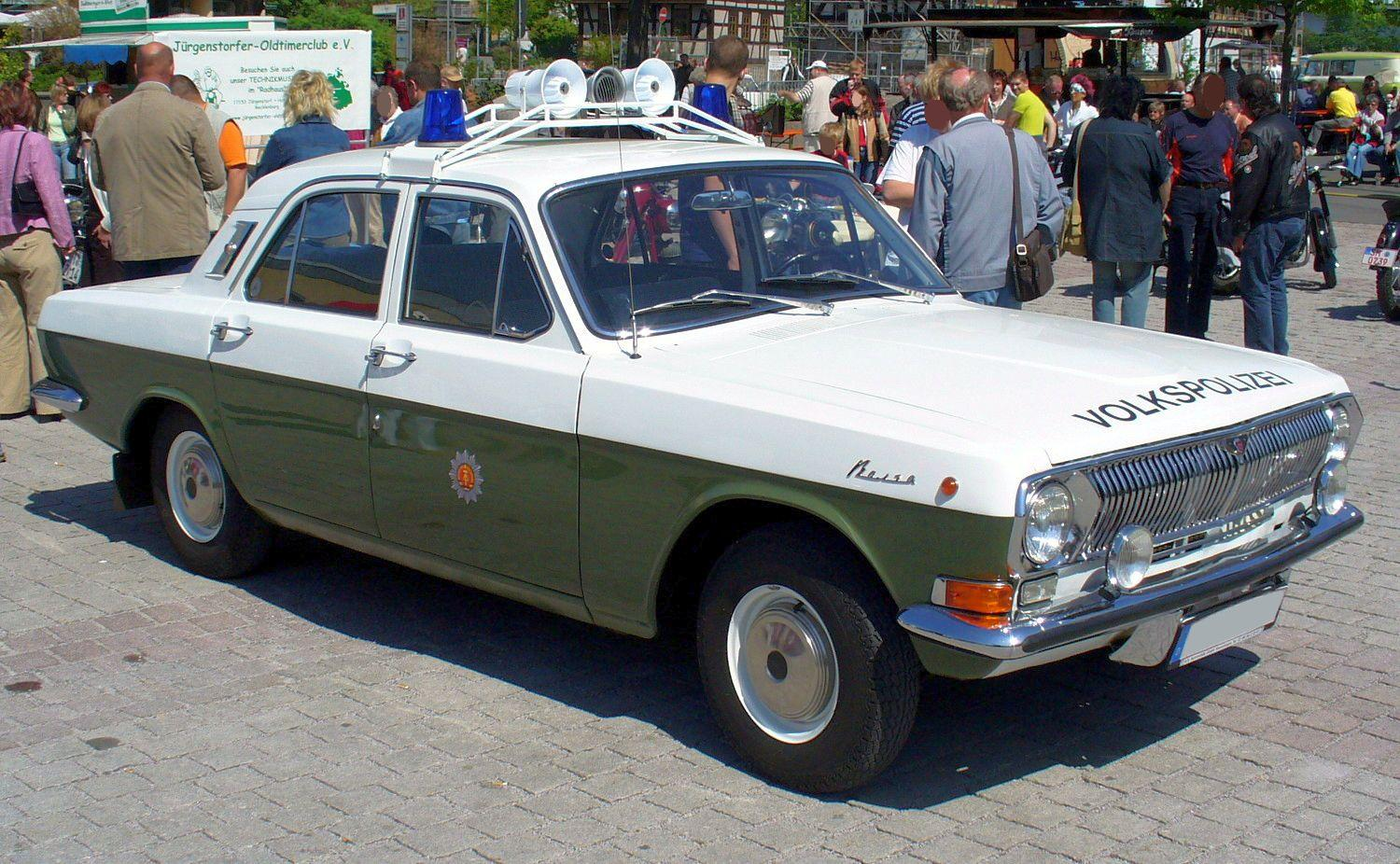
GAZ 24 patrouillewagen van de Deutsche Volkspolizei
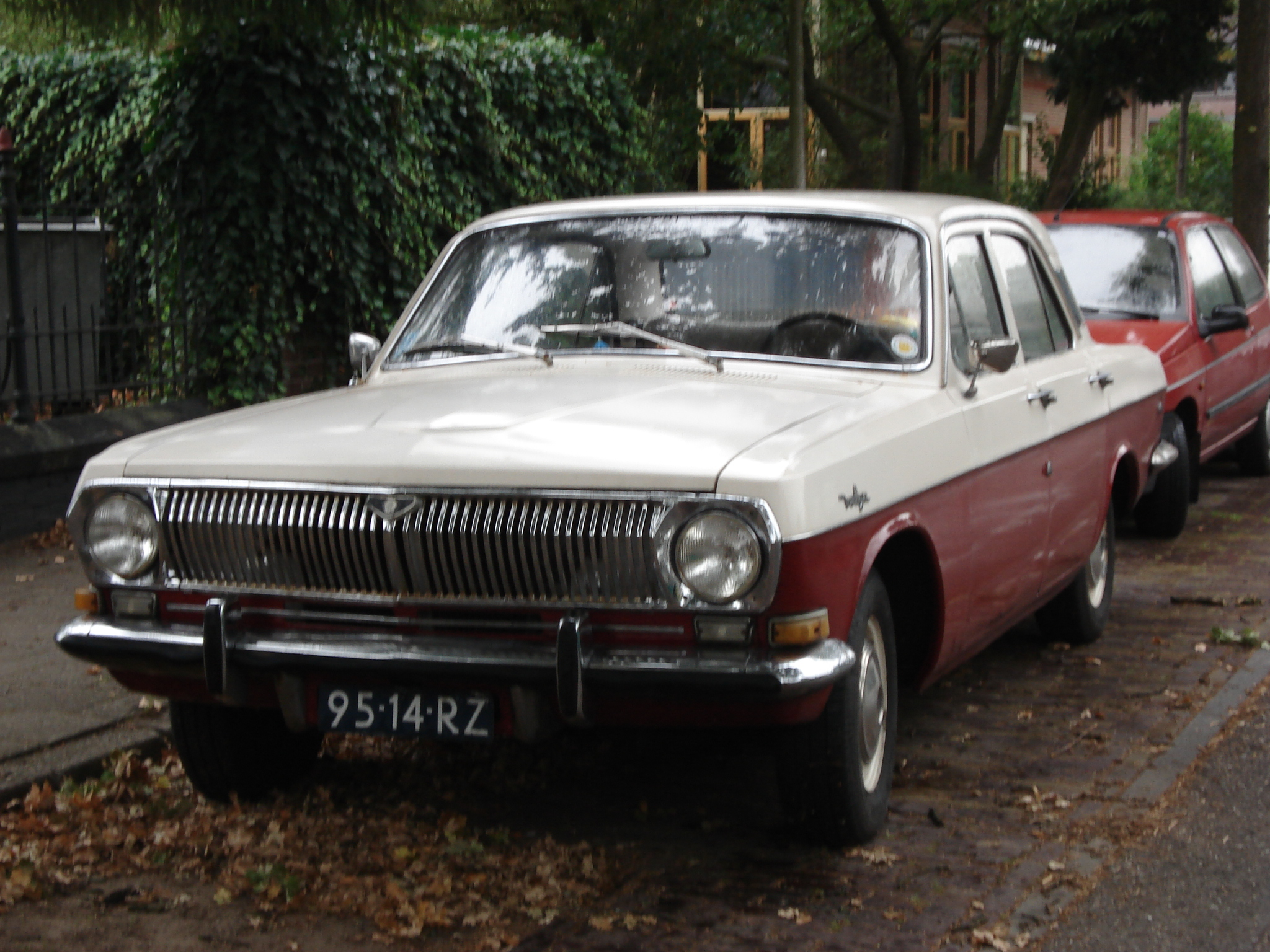
Volga M24 (1972)

Door de jaren heen onderging de GAZ 24 meer dan 100 detailveranderingen. In het modeljaar 1977 werd de 24-serie herzien waarbij door gewijzigde bumpers ook de lengte veranderde. Vanaf 1985 werd de productie op grotere aantallen afgestemd en het model vereenvoudigd, vanaf dat moment werd de auto GAZ 24-10 genoemd. Kort daarvoor was ook de GAZ 3102 in productie gegaan, een luxueuze variant van het 24-model. Overgenomen van de 3102 werden naast talrijke carrosseriedetails voor de gemoderniseerde 24-10 ook de nieuwe carburateur K151 die zuiniger met brandstof omging. De motor leverde nu 73 kW.
De GAZ 24-02 is de combi-uitvoering van de GAZ 24. Het model werd vanaf 1972 geproduceerd en was als extra leverbaar met een tweede achterbank waardoor het vervoer van in totaal 7 personen mogelijk was. Net als de sedan werd de combi in de jaren 80 herzien en als GAZ 24-12 op de markt gebracht.
In kleine serie ontstond een GAZ 24-24 genoemde versie met 5,5 liter V8-motor die 145 kW leverde. Deze auto's werden vrijwel uitsluitend door de KGB gebruikt en waren voor particuliere kopers niet verkrijgbaar.

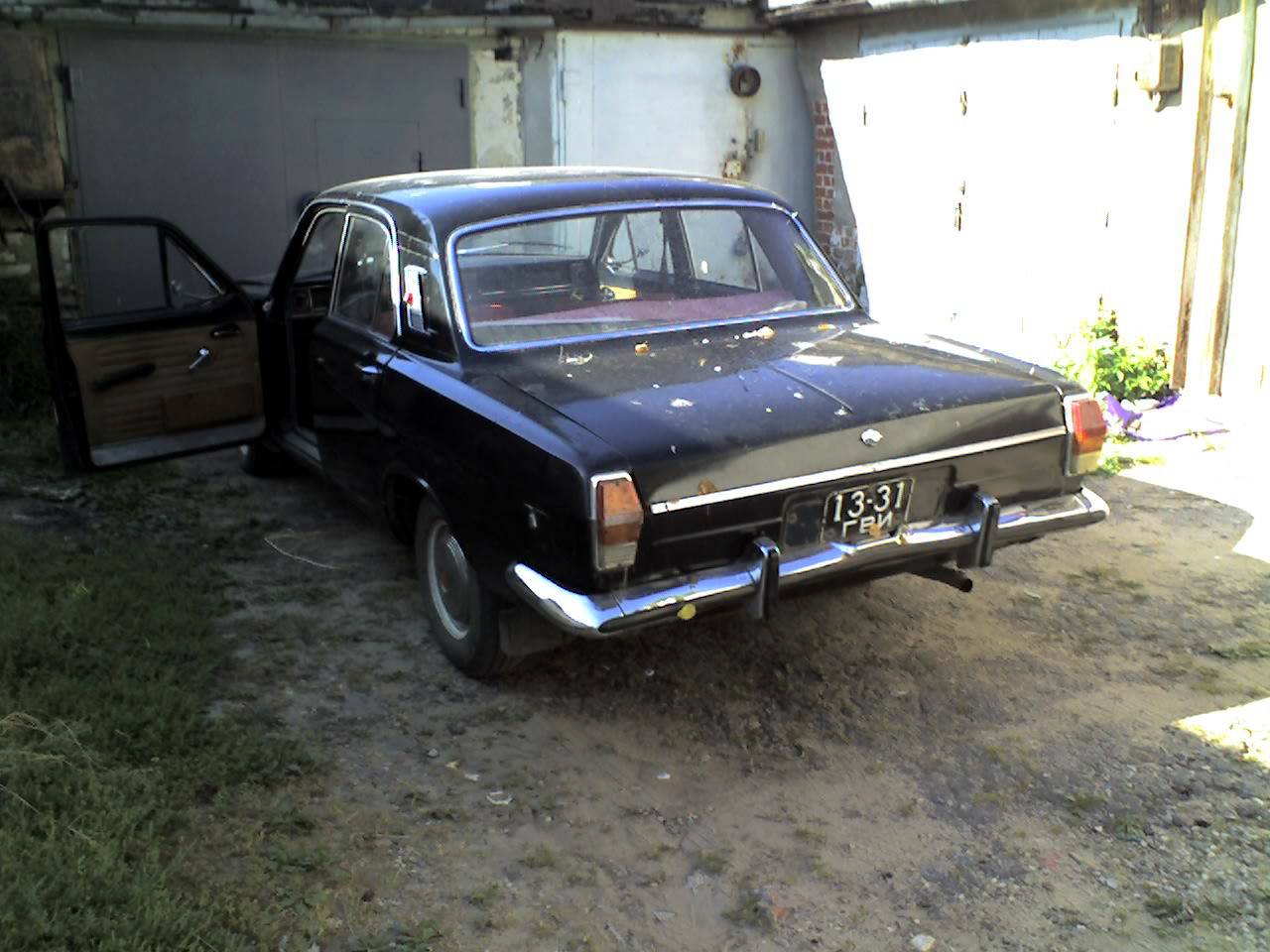
GAZ 24 tweede serie
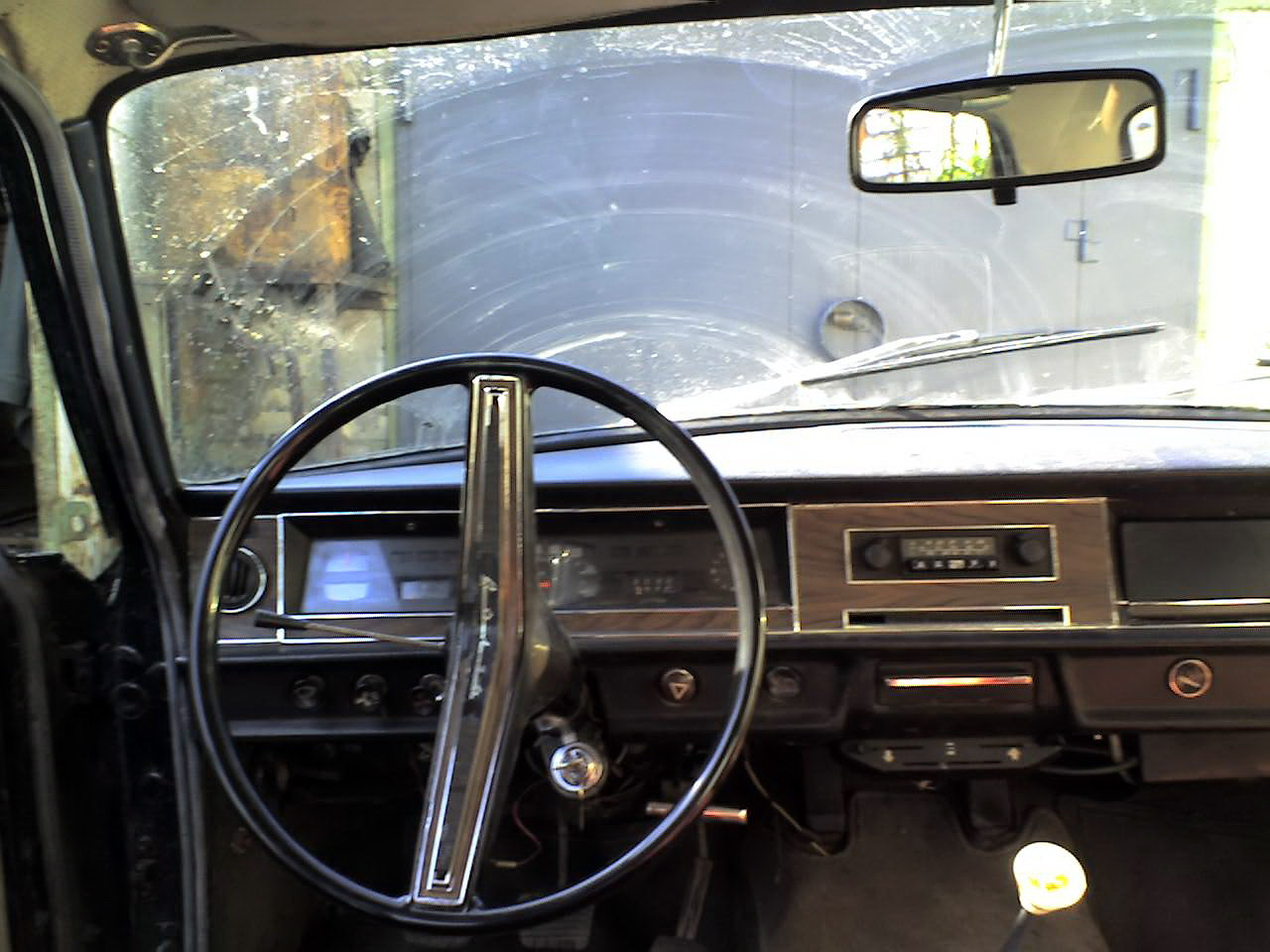
Interieur tweede serie
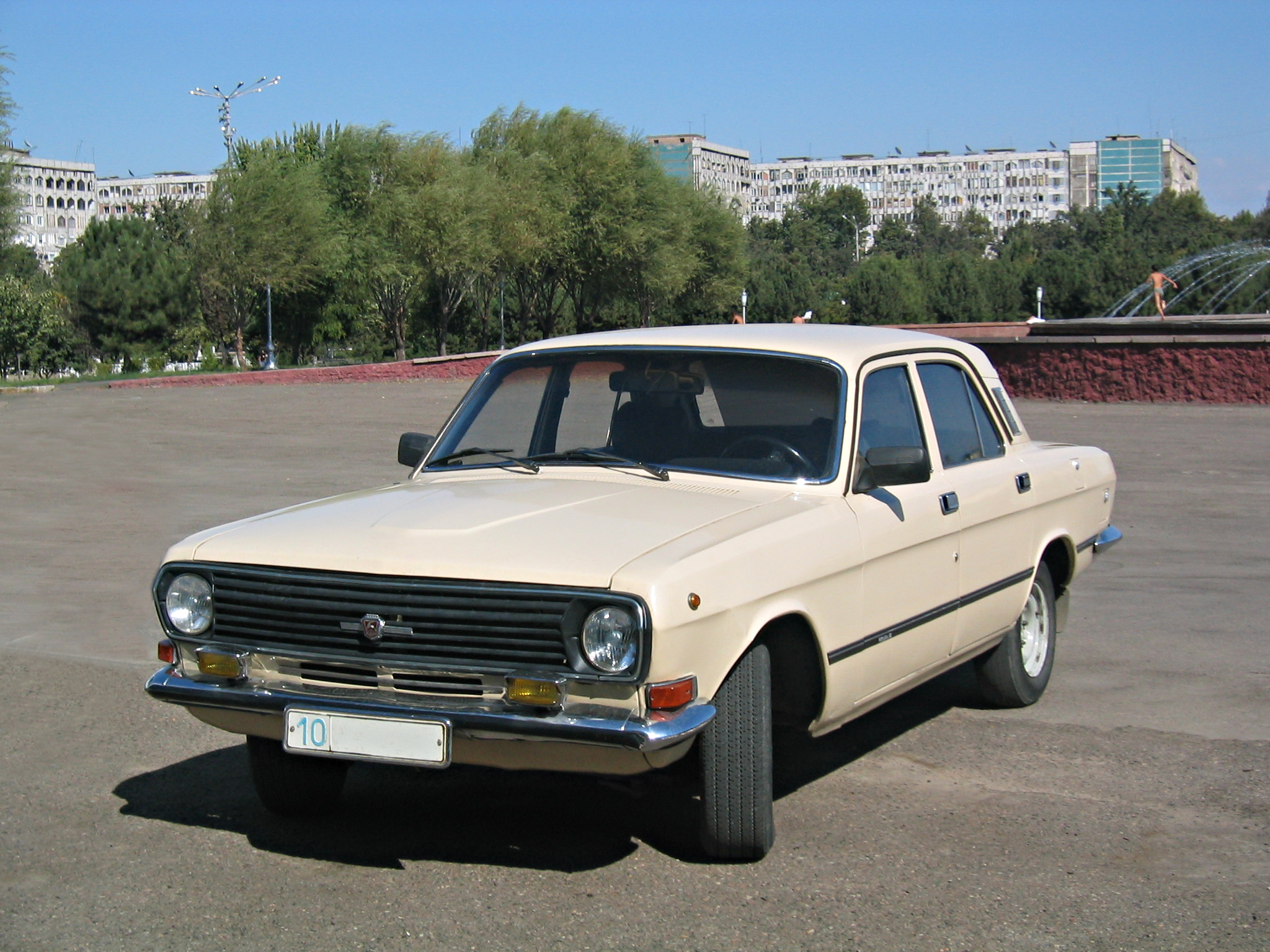
GAZ 24-10
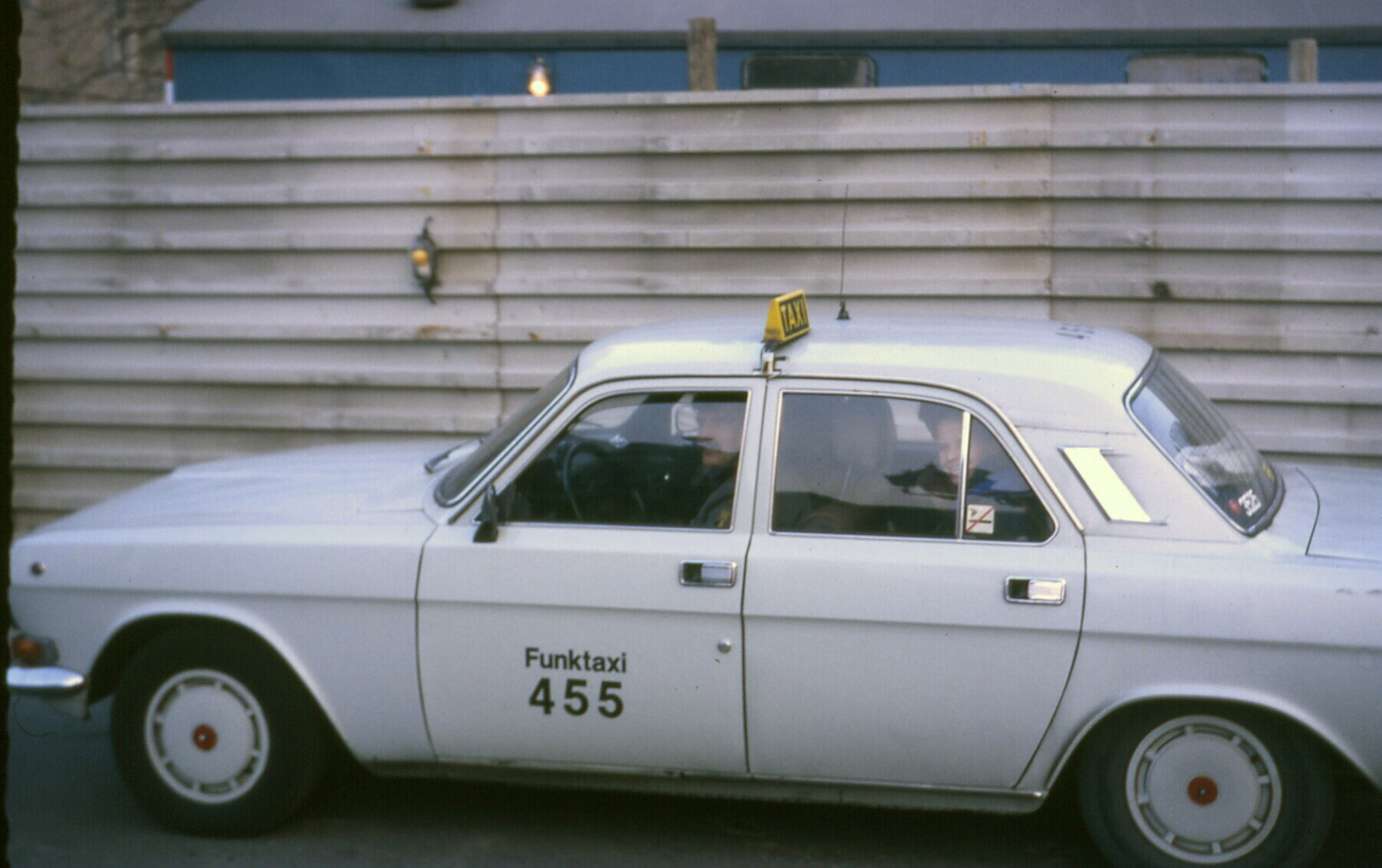
GAZ 24-10 als taxi in Oost-Berlijn (1989)

Personenauto's:
GAZ-A ·
GAZ-M1 ·
GAZ-M415 ·
GAZ 12 ZIM ·
GAZ-13 Tsjaika ·
GAZ-14 Tsjaika ·
GAZ M20 Pobeda ·
GAZ M21 Volga ·
GAZ-22 Volga ·
GAZ 24 Volga ·
GAZ 31 Volga ·
GAZ-3102 Volga ·
GAZ-3110 Volga ·
GAZ-31105 Volga ·
GAZ-61 ·
GAZ-64 ·
GAZ-67 ·
GAZ-69 ·
GAZ-M72 ·
GAZ Volga Siber

Bestelauto's:
GAZelle ·
GAZelle-Business ·
GAZelle NEXT

Vrachtauto's:
GAZ-AA ·
GAZ-4 · 
GAZ-AAA ·
GAZ-MM ·
GAZ-21 ·
GAZ-S1 ·
GAZ-410 ·
GAZ-42 ·
GAZ-44 ·
GAZ-51 ·
GAZ-93 ·
GAZ-52 ·
GAZ-53 ·
GAZ-55 ·
GAZ-56 ·
GAZ-60 ·
GAZ-62 ·
GAZ-63 ·
GAZ-65 ·
GAZ-66 ·
GAZ-3307 ·
GAZ-3308 Sadko ·
GAZ-3309 ·
GAZ-3310 Waldai ·
GAZon NEXT ·
Sadko NEXT

Autobussen:
GAZ-03-30 ·
GAZ-05-193 ·
GZA-651 ·
GAZelle City

Militaire voertuigen:
BA-3/6 ·
BA-64 ·
BA-10 ·
BA-20 ·
BRDM-1 ·
BRDM-2 ·
BTR-40 ·
BTR-60 ·
BTR-70 ·
BTR-80 ·
BTR-90 ·
GAZ-46 ·
GAZ-2330 ·
GAZ-2975 Tigr ·
GAZ-34039 ·
GAZ-3409 ·
GAZ-3937 ·
GAZ-5903 ·
GT-S ·
GT-SM ·
SU-76 ·
T-38 ·
T-60 ·
T-70 ·
T-80 ·
GAZ-3344 ·
GAZ-3351 ·
VPK-3927 Wolk